# غابرييل ستون
غابرييل ستون (بالإنجليزية: Gabrielle Stone)‏ هي ممثلة أمريكية، ولدت في 1988 بلوس أنجلوس في الولايات المتحدة.

## وصلات خارجية
- غابرييل ستون على موقع IMDb (الإنجليزية)
- غابرييل ستون على موقع أول موفي (الإنجليزية)
- غابرييل ستون على موقع قاعدة بيانات الفيلم (الإنجليزية)
- غابرييل ستون على موقع كينوبويسك (الروسية)